# Refuerzo San Fermín (TUC Pamplona)
La línea F del Transporte Urbano Comarcal de Pamplona (EHG/TUC), también conocida como FerialBus, es una línea de autobús urbano que da servicio al área conocida como "las barracas", donde se ubica el recinto ferial de las fiestas de San Fermín. Además, conecta la Taconera con la Cuesta de Labrit.
Este servicio especial está operativo durante San Fermín, es decir, del 6 al 14 de julio, aunque se suele ampliar también al día anterior y posterior. Está caracterizado por la ausencia de las líneas nocturnas en el horario nocturno, puesto que las líneas diurnas circulan día y noche.

## Distribución de las líneas (2019)
Este es el resultado de las líneas del Transporte Urbano Comarcal que operan durante San Fermín y sus denominaciones y horarios:
| Línea | Inicio Fin                                           | Servicio diurno | Servicio diurno | Servicio diurno | Servicio nocturno | Servicio nocturno | Servicio nocturno |
| Línea | Inicio Fin                                           | Inicio          | Fin             | Frecuencia      | Inicio            | Fin               | Frecuencia        |
| ----- | ---------------------------------------------------- | --------------- | --------------- | --------------- | ----------------- | ----------------- | ----------------- |
| 1     | Príncipe de Viana Cizur Menor                        | 6:00            | 0:30            | 30'             | 1:00              | 5:40              | 60'               |
| 2     | Merindades Echavacóiz                                | 6:05            | 1:05            | 10'             | 1:25              | 5:45              | 40'               |
| 3     | Calle Padre Moret Cuesta de Labrit                   | 6:00            | 1:04            | 8'              | 1:06              | 5:54              | 12'               |
| 4     | Barañáin Villava • Huarte • Arre* • Oricáin*         | 6:04            | 2:54            | 6' 12'          | 3:00              | 5:55              | 10' 20'           |
| 5N    | Orvina 3 Labriteko aldapa/cuesta de Labrit           | 6:00            | 1:00            | 15'             | 1:10              | 5:15              | 10'               |
| 5S    | Avenida Zaragoza Universidad de Navarra - Cordovilla | 6:00            | 0:45            | 60'             | 1:00              | 5:15              | 60'               |
| 6N    | Rochapea Cuesta de Labrit                            | 6:00            | 1:00            | 15'             | 1:15              | 5:15              | 60'               |
| 6S    | Merindades Calle Tajonar                             | 6:00            | 1:04            | 12'             | 1:15              | 5:15              | 60'               |
| 7     | Villava Barañáin                                     | 6:20            | 1:30            | 12'             | -                 | -                 | -                 |
| 8     | Blanca de Navarra Buztintxuri                        | 6:00            | 1:00            | 10'             | 1:20              | 5:40              | 40'               |
| 9     | Plaza de la Libertad RENFE                           | 6:01            | 0:57            | 8'              | 1:05              | 5:52              | 15'               |
| 10    | Beloso Alto Orcoyen                                  | 6:05            | 1:05            | 30'             | 1:10              | 5:50              | 60'               |
| 11N   | Orvina 3 Cuesta de Labrit                            | 6:28            | 0:53            | 15'             | 1:10              | 5:55              | 20'               |
| 11S   | Merindades Galaria • Polígono Mutilva                | 6:00            | 1:03            | 10' 30'         | 1:05              | 5:55              | 20' -             |
| 12    | Ermitagaña Mendillorri                               | 6:00            | 1:05            | 10'             | 1:15              | 5:45              | 15'               |
| 14    | Artica • Rochapea Cuesta de Labrit                   | 6:10            | 1:10            | 30'             | 1:30              | 5:45              | 60'               |
| 15    | Príncipe de Viana Ardoy •Zizur Mayor                 | 6:00            | 1:10            | 20' 60'         | 1:00              | 5:30              | 60' -             |
| 16N   | Berriosuso • Berriozar Pablo Sarasate                | 6:00            | 1:00            | 12' 60'         | 1:15              | 5:50              | 15' 60'           |
| 16S   | Avenida Zaragoza Noáin • Beriáin                     | 6:00            | 1:05            | 15' 60'         | 1:30              | 5:35              | 30' 60'           |
| 17N   | Artiberri Pablo Sarasate                             | 6:03            | 1:03            | 20'             | 1:10              | 5:50              | 40'               |
| 17S   | Príncipe de Viana Mutilva                            | 6:08            | 1:08            | 20'             | 1:10              | 5:50              | 40'               |
| 18    | Zizur Mayor Sarriguren                               | 6:00            | 1:00            | 12'             | 1:20              | 5:50              | 20'               |
| 19    | Erripagaña Barañáin                                  | 6:25            | 22:20           | 20'             | -                 | -                 | -                 |
| 20    | Príncipe de Viana Gorráiz                            | 6.00            | 1:12            | 20' 60'         | 1:00              | 5:40              | 20' 0'            |
| 22    | Merindades Lezcairu                                  | 6:55            | 0:50            | 30'             | 1:30              | 5:50              | 60'               |
| 23    | Príncipe de Viana Olloqui                            | 6:05            | 1:05            | 60'             | -                 | -                 | -                 |
| 25    | Merindades Entremutilvas                             | 6:18            | 1:06            | 30'             | 1:30              | 5:48              | 60'               |
| F     | Calle Padre Moret Cuesta de Labrit                   | 17:00           | 3:20            | 20'             | -                 | -                 | -                 |

* Las salidas desde Arre son: 6:18 6:54 7:18 7:54 8:18 8:54 9:18 10:18 11:18 12:18 13:18 13:54 14:18 14:54 15:18 16:18 17:18 18:18 19:18 20:18 21:18 22:18 23:18 0:18 1:18 2:18 3:25 4:25 5:25
* Las salidas desde Oricáin son: 6:14 8:14 10:14 12:14 14:14 16:14 18:14 20:14 22:14 0:14 2:14 4:21

## Paradas

### FerialBus (F)
|  | Parada                                       | Parada | Parada | Parada | Parada                                        | Municipio | Correspondencia |  |
|  | -------------------------------------------- | ------ | ------ | ------ | --------------------------------------------- | --------- | --------------- |  |
|  | Calle Padre Moret (Baluarte)                 |        | ■      |        | Moret Aita Kalea (Baluarte)                   | Pamplona  | 3 16N 17N       |  |
|  | Calle Navas de Tolosa (Calle San Antón)      |        | ■      |        | Tolosako Navas Kalea (San Anton Kalea)        | Pamplona  | 3 16N 17N       |  |
|  | Avenida de Guipúzcoa (Paseo Kosterapea)      |        | ■      |        | Gipuzkoako Etorbidea (Kosterapea Pasealekua)  | Pamplona  | 3 16N 17N       |  |
|  | Calle del Río Arga (Calle Bernardino Tirapu) |        | ■      |        | Arga Ibaiaren Kalea (Bernardino Tirapu Kalea) | Pamplona  | 6N              |  |
|  | Calle del Río Arga (Plaza Pompeyo)           |        | ■      |        | Arga Ibaiaren Kalea (Ponpeio Plaza)           | Pamplona  | 6N              |  |
|  | Plaza Juan de Labrit                         |        | ■      |        | Ioan Labritekoa Plaza                         | Pamplona  | 3 5N 6N 11N 14  |  |
|  |                                              |        |        |        |                                               |           |                 |  |
|  | Plaza Juan de Labrit                         |        | ■      |        | Ioan Labritekoa Plaza                         | Pamplona  | 3 5N 6N 11N 14  |  |
|  | Calle del Río Arga (Plaza Pompeyo)           |        | ■      |        | Arga Ibaiaren Kalea (Ponpeio Plaza)           | Pamplona  | 6N              |  |
|  | Calle del Río Arga (Calle Bernardino Tirapu) |        | ■      |        | Arga Ibaiaren Kalea (Bernardino Tirapu Kalea) | Pamplona  | 6N              |  |
|  | Calle Biurdana (Paseo Kosterapea)            |        | ■      |        | Biurdana Kalea (Kosterapea Pasealekua)        | Pamplona  | 3 16N 17N       |  |
|  | Calle Taconera (Bosquecillo)                 |        | ■      |        | Takonera Kalea (Basotxoa)                     | Pamplona  | 3 16N 17N       |  |
|  | Calle Padre Moret (Baluarte)                 |        | ■      |        | Moret Aita Kalea (Baluarte)                   | Pamplona  | 3 16N 17N       |  |

## Futuro
No se prevén nuevas extensiones o modificaciones del servicio por ahora.